# Остров Харпера
«Остров Харпера» (англ. Harper's Island) — американский мини-сериал в жанре «триллер». Премьера сериала состоялась в США — 9 апреля 2009 года, на канале CBS, в Канаде транслировался каналом Global. Также с 22 мая 2009 сериал смотрели жители Дании (телеканал TV 2), с 8 июня 2009 — жители Ирландии (телеканал RTE Two), а с 14 июня 2009 — Польши (телеканал AXN), с 30 июня 2009 — в Литве на телеканале TV3. По задумке создателей, все ответы должны быть даны в 13 эпизодах, в каждой серии умирает один или несколько персонажей. Первые три эпизода выходили в эфир по четвергам, но CBS сдвинул сериал в телепрограмме на субботу. В Канаде по-прежнему транслировался по четвергам и в настоящий момент завершился. В России телесериал транслировался на телеканале ТВ-3 c 5 февраля 2010 года. Русская локализация выполнена студией «Инис».

## Сюжет
Группа друзей и родственников отправляется на Остров Харпера, чтобы отпраздновать свадьбу Генри и Триш. Остров отрезан от остального мира и знаменит тем, что семь лет назад на нём свирепствовал маньяк.
И тут вдруг, один за другим, гости начинают погибать. Никто не знает, вернулся ли тот самый маньяк или это кто-то из них. Убежать нельзя, все пути назад на сушу отрезаны, но и доверять тоже никому нельзя, ведь возможно, что убийца находится рядом с тобой. Выживут немногие. 25 подозреваемых, 13 дней, 1 убийца.
Сюжет сериала напоминает сюжеты фильмов «Крик», «Я всё ещё знаю, что вы сделали прошлым летом» и «10 негритят».

## Создатели
- Джеффри Белл — шоураннер \ исполнительный продюсер
- Эри Шлоссберг — автор идеи \ соисполнительный продюсер
- Ден Шотц — соисполнительный продюсер
- Джон Тертелтауб — режиссёр (Пилот), исполнительный продюсер
- Карим Зейк — соисполнительный продюсер
- Роберт Левин — редактор, сценарист
- Роберт Сайзмор — продюсер, автор идеи

## Персонажи

### Главные персонажи
| Основной состав   | Основной состав            | Основной состав  | Основной состав                        | Основной состав             | Основной состав |
| Актёр             | Персонаж                   | Слоган с постера | Описание персонажа                     | Примечания                  |                 |
| ----------------- | -------------------------- | ---------------- | -------------------------------------- | --------------------------- | --------------- |
| Элейн Кэссиди     | Эбби Миллс                 | The Good Girl    | Главная героиня, лучшая подруга жениха |                             |                 |
| Кристофер Горэм   | Генри Данн                 | The Groom        | Жених Триш                             |                             |                 |
| Кэти Кессиди      | Патриция «Триш» Веллингтон | The Bride        | Невеста Генри                          |                             |                 |
| Кэмерон Ричардсон | Хлоя Картер                | The Flirt        | Подружка невесты                       | [ 10 ] [ 11 ]               |                 |
| Адам Кемпбелл     | Кэл Вандеусен              | The Outsider     | Парень Хлои                            |                             |                 |
| Си-Джей Томасон   | Джимми Менс                | The Old Flame    | местный рыбак и школьная любовь Эбби   |                             |                 |
| Джим Бивер        | Чарли Миллс                | The Sheriff      | Отец Эбби, местный шериф               | [ 12 ] [ 13 ] [ 14 ] [ 15 ] |                 |

### Второстепенные персонажи
| Актёры второго плана  | Актёры второго плана | Актёры второго плана | Актёры второго плана                                   | Актёры второго плана | Актёры второго плана |
| Актёр                 | Персонаж             | Слоган с постера     | Описание персонажа                                     | Примечания           |                      |
| --------------------- | -------------------- | -------------------- | ------------------------------------------------------ | -------------------- | -------------------- |
| Джина Холден          | Ши Аллен             | The Maid Of Honor    | Сестра Триш                                            |                      |                      |
| Дэвид Льюис           | Ричард Аллен         | The Brother-In-Law   | Муж Ши                                                 |                      |                      |
| Кассандра Соутелл     | Медисон Аллен        | The Flower Girl      | Дочь Ши и Ричарда                                      |                      |                      |
| Клодетт Минк          | Кэтрин Веллинтон     | The Stepmother       | Мачеха Ши и Триш                                       |                      |                      |
| Брендон Джей МакЛарен | Денни Брукс          | The College Buddy    | Друг Генри, Салли и Малкольма                          |                      |                      |
| Крис Готье            | Малькольм Росс       | The Hustler          | Друг жениха                                            |                      |                      |
| Шон Роджерсон         | Джоэль Бут           | The Nerd             | Друг жениха                                            |                      |                      |
| Эмбер Борайски        | Бет Беррингтон       | The Single Girl      | Подруга невесты                                        |                      |                      |
| Сара Смит             | Люси Дарамор         | The Socialite        | Подруга невесты                                        |                      |                      |
| Бен Коттон            | Шейн Пирс            | The Townie           | Местный рыбак, друг Джимми                             |                      |                      |
| Ана МЭй Роутледж      | Келли Сивер          | The Outcast          | Местная, чью мать убил Уейкфилда, бывшая девушка Шейна |                      |                      |
| Эли Либерт            | Никки Болтон         | The Biker Chick      | Местная, подруга Эбби                                  |                      |                      |
| Беверли Эллиотт       | Мегги Крелл          | The Wedding Planner  | Планировщик свадьбы                                    |                      |                      |
| Каллум Кит Ренни      | Джон Уейкфилд        | The Legend           | Маньяк, убивший 7 лет назад мать Эбби и ещё пятерых    |                      |                      |
| Дин Рэй               | Коул Харкин          | The Survivor         | Бывший помощник шерифа, переживший убийства 2001 года  |                      |                      |

### Приглашённые звёзды
| Специально приглашённые звёзды | Специально приглашённые звёзды | Специально приглашённые звёзды | Специально приглашённые звёзды | Специально приглашённые звёзды | Специально приглашённые звёзды |
| Актёр                          | Персонаж                       | Слоган с постера               | Описание персонажа             | Примечания                     |                                |
| ------------------------------ | ------------------------------ | ------------------------------ | ------------------------------ | ------------------------------ | ------------------------------ |
| Ричард Бёрджи                  | Томас Веллингтон               | The Father Of The Bride        | Отец Триш и Ши                 |                                |                                |
| Виктор Вебстер                 | Хантер Дженнингс               | The Other Man                  | Бывший парень Триш             |                                |                                |
| Дин Чеквала                    | Джей Ди Данн                   | The Black Sheep                | Брат Генри                     |                                |                                |
| Мэтт Барр                      | Кристофер «Салли» Салливан     | The Best Man                   | Свидетель                      |                                |                                |
| Гарри Хэмлин                   | Марти Данн                     | The Uncle                      | Дядя Генри и Джей Ди           |                                |                                |

## Эпизоды

### Список эпизодов
| Остров Харпера | Остров Харпера     | Остров Харпера                                    |
| Номер эпизода  | Показ в США        | Название                                          |
| -------------- | ------------------ | ------------------------------------------------- |
| 1 (1.01)       | 9 апреля 2009 год  | «Whap» (рус. «Урр»)                               |
| 2 (1.02)       | 16 апреля 2009 год | «Crackle» (рус. «Хруст»)                          |
| 3 (1.03)       | 23 апреля 2009 год | «Ka-Blam» (рус. «Ты-Дыщ»)                         |
| 4 (1.04)       | 2 мая 2009 год     | «Bang» (рус. «Бах»)                               |
| 5 (1.05)       | 9 мая 2009 год     | «Thwack» (рус. «Хрясь»)                           |
| 6 (1.06)       | 23 мая 2009 год    | «Sploosh» (рус. «Плеск»)                          |
| 7 (1.07)       | 30 мая 2009 год    | «Thrack, Splat, Sizzle» (рус. «Хряк, Хлюп, Пшшш») |
| 8 (1.08)       | 6 июня 2009 год    | «Gurgle» (рус. «Бульк»)                           |
| 9 (1.09)       | 13 июня 2009 год   | «Seep» (рус. «Кап-кап»)                           |
| 10 (1.10)      | 20 июня 2009 год   | «Snap» (рус. «Щелк»)                              |
| 11 (1.11)      | 27 июня 2009 год   | «Splash» (рус. «Брызг»)                           |
| 12 (1.12)      | 11 июля 2009 год   | «Gasp» (рус. «Кххх»)                              |
| 13 (1.13)      | 11 июля 2009 год   | «Sigh» (рус. «Вздох»)                             |

### Расшифровка названий
Серии названы, как эффекты в комиксах. Название каждой серии описывает причину или последствие смерти персонажей в одном слове. Некоторые серии названы словами, которые в русском языке означают одно и то же действие, поэтому они были переведены дословно.
В дополнение к серии выходят журнал Harpers Globe, который рассказывает о не значимых событиях, происходивших на Острове в какое-то время, и онлайн-чат с погибшими персонажами, где можно задать свои вопросы.
- «Whap» (рус. «Урр») — звук от винта яхты, который убил кузена Бена. Так как звук практически невозможно передать, вариант русского названия — «Нападение».
- «Crackle» (рус. «Хруст») — Люси Дарамор проваливается в спрятанную ветками яму. Когда она наступает на ветвь, раздаётся хруст.
- «Ka-Blam» (рус. «Ты-Дыщ») — звук от дробовика, который убил Хантера.
- «Bang» (рус. «Бах») — звук выстрела, когда Бут прострелил себе ногу.
- «Thwack» (рус. «Хрясь») — китобойной лопатой убило Томаса Веллинтона.
- «Sploosh» (рус. «Плеск») — звук от гарпуна, пробившего Ричарда
- «Thrack, Splat, Sizzle» (рус. ««Хряк, Хлюп, Пшшш»») — Хряк — звук, когда зарезали Малкольма, Хлюп — звук быстро выступающей крови, Пшшш — звук, когда Малкольм схватился за печь рукой.
- «Gurgle» (рус. «Бульк») — звук от раны Джей Ди.
- «Seep» (рус. «Кап-кап») — когда мёртвую миссис Веллингтон обнаружил Шейн, из неё по дивану текла кровь.
- «Snap» (рус. «Щелк») — звук ломающейся шеи шерифа Миллса.
- «Splash» (рус. «Брызг») — по сути означает то же, что и «Sploosh». Видимо, название серии происходит от Кэла и Хлое, чьи тела скинуты в воду. Кстати, вероятно производственная ошибка, но ни брызг, ни даже разводов на воде от падения тел показано не было.
- «Gasp» (рус. «Кххх») — Уейкфилд душил Денни, либо Триш задыхалась перед смертью.
- «Sigh» (рус. «Вздох») — Вздох Генри перед смертью. Либо «Sigh» — звук от ножа, в таком случае это подходит под описание смертей, как Салли или Генри, так и Уейкфилда, все трое зарезаны.

## Жертвы
1-я жертва — Бен Веллингтон
- Причина — зарезан
- Обстоятельства — был привязан к винту яхты
- Убийца — Генри Данн ^
- Дата и время — 9.04.09, 06:40 (Эпизод 1)

2-я жертва — Марти Данн
- Причина — разрублен
- Обстоятельства — шел по мосту и провалился, где был найден маньяком
- Убийца — Генри Данн
- Дата и время — 9.04.09, 38:10 (Эпизод 1)

3-я жертва — Преподобный Фейн
- Причина — разрублен
- Обстоятельства — шел по лесу, попал в капкан
- Убийца — Генри Данн
- Дата и время — 16.04.09, 12:10 (Эпизод 2)

4-я жертва — Келли Сивер
- Причина — повешена
- Обстоятельства — была найдена в доме повешенной с красными чернилами в глазах
- Убийца — Джон Уейкфилд ^
- Дата и время — 16.04.09, 33:41 (Эпизод 2)

5-я жертва — Люси Дарамор
- Причина — сожжена
- Обстоятельства — провалилась в яму, маньяк облил её легковоспламеняющейся жидкостью и кинул спичку
- Убийца — Джон Уейкфилд ^
- Дата и время — 16.04.09, 38:02 (Эпизод 2)

6-я жертва — Хантер Дженнингс
- Причина — застрелен
- Обстоятельства — пытался открыть капот сломавшейся моторной лодки, которая была с ловушкой
- Убийца — Генри Данн ^
- Дата и время — 23.04.09, 39:45 (Эпизод 3)

7-я жертва — Джоел Бут
- Причина — застрелился
- Обстоятельства — от испуга случайно выстрелил себе в ногу и прострелил артерию. Умер от потери крови.
- Убийца — Джоел Бут
- Дата и время — 30.04.09, 35:00 (Эпизод 4)

8-я жертва — Томас Веллингтон
- Причина — зарезан
- Обстоятельства — подошел, чтобы зажечь свечу единения, но после выключения света из люстры-ловушки упала китобойная лопата прямо в голову Томаса
- Убийца — Генри Данн ^
- Дата и время — 07.05.09, 40:59 (Эпизод 5)

9-я жертва — Ричард Аллен
- Причина — проткнут
- Обстоятельства — разговаривал по телефону, остановился и был пробит гарпуном насквозь
- Убийца — Генри Данн ^
- Дата и время — 21.05.09, 41:08 (Эпизод 6)

10-я жертва — Малкольм Росс
- Причина — сожжен
- Обстоятельства — сжигал деньги, был схвачен маньяком
- Убийца — Генри Данн ^
- Дата и время — 28.05.09, 35:13 (Эпизод 7)

11-я жертва — Помощник шерифа Гарретт
- Причина — застрелен
- Обстоятельства — зашел, чтобы заткнуть Шейна, но внезапно убит
- Убийца — Джон Уейкфилд ^
- Дата и время — 4.06.09, 07:20 (Эпизод 8)

12-я жертва — Кол Харкин
- Причина — застрелен
- Обстоятельства — вышел из дома и после того, как прошел несколько шагов был проткнут стрелой, чуть позже и второй
- Убийца — Джон Уейкфилд ^
- Дата и время — 4.06.09, 35:00 (Эпизод 8)

13-я жертва — Джей Ди Данн
- Причина — зарезан
- Обстоятельства — бегал по пристани, внезапно убит.
- Убийца — Генри Данн
- Дата и время — 4.06.09, 41:06 (Эпизод 8)

14-я жертва — Бет Беррингтон
- Причина — зарезана
- Обстоятельства — пропала, после попыток поиска Денни обнаружил тело в трубах
- Убийца — Джон Уейкфилд ^
- Дата и время — 11.06.09, 33:00 (Эпизод 9)

15-я жертва — Кетрин Веллингтон
- Причина — зарезана
- Обстоятельства — проткнута секатором сквозь диван
- Убийца — Генри Данн ^
- Дата и время — 11.06.09, 42:00 (Эпизод 9)

16-я жертва — Офицер Деррил Ридженс
- Причина — застрелен
- Обстоятельства — застрелен после выхода из самолёта
- Убийца — Джон Уейкфилд
- Дата и время — 18.06.09, 06:37 (Эпизод 10)

17-я жертва — Офицер Тира Колтер
- Причина — застрелена
- Обстоятельства — застрелена, сразу же после коллеги Ридженса
- Убийца — Джон Уейкфилд
- Дата и время — 18.06.09, 06:38 (Эпизод 10)

18-я жертва — Мегги Крелл
- Причина — повешена
- Обстоятельства — ушла из бара «Cannery», думая, что маньяк не трогает местных и ошиблась
- Убийца — Джон Уейкфилд ^
- Дата и время — 18.06.09, 24:10 (Эпизод 10)

19-я жертва — Шериф Чарли Миллс
- Причина — повешен
- Обстоятельства — вытащен из окна гостиницы машиной
- Убийца — Джон Уейкфилд
- Дата и время — 18.06.09, 40:20 (Эпизод 10)

20-я жертва — Никки Болтон
- Причина — зарезана
- Обстоятельства — после того, как Уейкфилд сломал дверь и вошел в бар, Никки попыталась застрелить его, но он перехватил дробовик и зарезал её
- Убийца — Джон Уейкфилд
- Дата и время — 25.06.09, 09:40 (Эпизод 11)

21-я жертва — Шейн Пирс
- Причина — зарезан
- Обстоятельства — пытался защитить остальных и был зарезан. Нашел силы встать и спас жизнь Триш, но позже был повешен в баре «Cannery»
- Убийца — Джон Уейкфилд
- Дата и время — 25.06.09, 13:40 (Эпизод 11)

22-я жертва — Помощник шерифа Лиллис
- Причина — зарезан
- Обстоятельства — найден Хлоей мертвым, в церкви.
- Убийца — Джон Уейкфилд ^
- Дата и время — 25.06.09, 21:02 (Эпизод 11)

23-я жертва — Кэл Вандеусен
- Причина — зарезан
- Обстоятельства — пытался спасти Хлою был зарезан и сброшен с моста.
- Убийца — Джон Уейкфилд
- Дата и время — 25.06.09, 36:52 (Эпизод 11)

24-я жертва — Хлоя Картер
- Причина — самоубийство
- Обстоятельства — скинулась с моста после смерти Кэла со словами «Ты меня не получишь», адресованными Уейкфилду
- Убийца — Хлоя Картер
- Дата и время — 25.06.09, 38:04 (Эпизод 11)

25-я жертва — Денни Брукс
- Причина — проткнута голова
- Обстоятельства — погиб в схватке с Уейкфилдом, когда тот выбрался из клетки
- Убийца — Джон Уейкфилд
- Дата и время — 09.07.09, 33:18 (Эпизод 12)

26-я жертва — Триш Веллингтон
- Причина — зарезана
- Обстоятельства — Триш бежит от Уейкфилда, видит Генри и подбегает к нему. Генри говорит ей о том, что не Джимми соучастник Уейкфилда, а он.
- Убийца — Генри Данн
- Дата и время — 09.07.09, 40:27 (Эпизод 12)

27-я жертва — Кристофер Салливан
- Причина — зарезан
- Обстоятельства — Шел по лесу с Генри, когда Генри рассказал правду о себе, Салли хотел застрелить его, но ружье оказалось не заряжено.
- Убийца — Генри Данн
- Дата и время — 09.07.09, 15:55 (Эпизод 13)

28-я жертва — Джон Уейкфилд
- Причина — зарезан
- Обстоятельства — Подошел к Эбби сзади на глазах у Генри и жестикулировал сыну, что он должен убить её, Генри разбежался и вместо того, чтобы зарезать Эбби, зарезал Джона.
- Убийца — Генри Данн
- Дата и время — 09.07.09, 21:55 (Эпизод 13)

29-я жертва — Генри Данн
- Причина — зарезан
- Обстоятельства — Неожиданно подошел к Эбби, и она проткнула его китобойным ножом. Перед смертью признался Эбби в любви.
- Убийца — Эбби Миллс
- Дата и время — 09.07.09, 40:10 (Эпизод 13)

- ^ — в эпизоде нам ещё не показывают маньяка, но технически возможность убить была только у него.
- Дата и время — дата премьерного показа серии, минута: секунда, на которой происходит действие (номер эпизода)

## Убийцы

### Джон Уейкфилд
Джон Уейкфилд, первый маньяк, человек, убивший 6 человек и ранивший минимум 5 в 2002 году на Острове Харпера. Прозвище на промопостерах к сериалу — «Легенда». Роль исполняет актёр Каллум Кит Ренни.
Джон Уейкфилд вырос в Тахоме, штат Вашингтон. Был рыбаком. Во время пребывания на острове Харпера в 1980 был арестован за покушение на убийство полицейского и приговорён к пожизненному заключению, однако отпущен в 2002 за хорошее поведение после 17 лет заключения. Вскоре Уейкфилд вернулся на остров и выпустил свою смертоносную ярость на жителей. Жертв он резал, потрошил, сжигал, вешал на дереве, которое прозвали «Деревом Горя». Позже якобы был убит шерифом, однако в 10 эпизоде оказалось, что шериф думал, что убил его, но не нашёл тела и похоронил кого-то другого.
Мотивы Уейкфилда остаются неясными, хотя местные помнят, что он хотел отомстить шерифу за заключение. Однако после убийства Миллса в 10 эпизоде Уейкфилд не остановился. На вопрос Хлое: «Почему вы это делаете?» — Джон ответил: «Я чуть не умер из-за девчонки вроде тебя». До 12 серии доподлинно неизвестно, действительно ли он отец Эбби, однако позже Уейкфилд говорит Эбби о том, что она не его дочь, а его ребёнка Сара (мать Эбби) бросила задолго до этого.
За Уейкфилдом не замечен страх перед смертью, так как он дал возможность застрелить себя Кэлу и Эбби, но оба промахнулись.
Им были убиты Сара Миллс, Кристофер Каллен, Ренделл Мартин, Кейт Сивер, Харрис Энтона, Джошуа Эйкен, Келли Сивер, охранник Гаррен, Кол Харкин, Бет Беррингтон, офицер Ридженс, офицер Колтер, Мегги Крелл, Чарли Миллс, Никки Болтон, Шейн Пирс, охранник Лиллис, Кэл Вандеусен и Денни Брукс. Всего — 19 человек.

### Генри Данн
Соучастник Джона Уейкфилда, его сын, второй маньяк, в 2009 убил минимум 6 человек на острове и минимум одного вне острова. Прозвище на промопостерах к сериалу — «Жених». Роль исполняет актёр Кристофер Горем. Генри Данн родился и вырос на острове Харпера, друзья детства — Эбби Миллс, Триш Веллингтон, друзья в колледже — Кристофер Салливан, Денни Брукс. До 12 эпизода сценаристы преподносят Генри, как исключительно положительного героя. Генри уезжает с острова после резни, которую устроил его отец, Джон Уейкфилд. Но позже, он собирает всех на свою свадьбу с Триш Веллинтон. В 13 эпизоде показывают флешбек, в котором Джон просит Генри собрать его друзей на острове Харпера.
Известно, что он убил дядю Марти, свою невесту — Триш, лучшего друга — Салли, друга Салли и Денни — Малкольма и других.
О том, что маньяк именно он, зрителям становится ясно в финале 12 эпизода, а выжившим персонажам Эбби и Джимми в середине 13. Позже убивает Уейкфилда вместо Эбби и говорит: «Только не её», что говорит о том, что он сделал свой выбор и выбрал её, а не отца. Убит в финале 13 эпизода. Последние слова перед смертью «Я люблю тебя» были адресованы Эбби.
Им были убиты неизвестный парень из флешбека, Бен Веллингтон, Марти Данн, преподобный Фейн, Хантер Дженнингс, Томас Веллинтон, Ричард Аллен, Малкольм Росс, Джей Ди Данн, Кетрин Веллинтон, Триш Веллингтон, Кристофер Салливан, Джон Уейкфилд. Всего — 13 человек.

## Рейтинги
Рейтинги предоставлены компанией Nielsen Ratings.
| Episode # | Дата                    | Рейтинг | Доля | Демо (18-49) | Просмотров (в млн) |
| --------- | ----------------------- | ------- | ---- | ------------ | ------------------ |
| 1         | Четверг, 9 апреля 2009  | 6.5     | 11   | 2.6/8        | 10.21              |
| 2         | Четверг, 16 апреля 2009 | 5.1     | 9    | 2.2/6        | 7.82               |
| 3         | Четверг, 23 апреля 2009 | 4.7     | 9    | 1.9/5        | 7.02               |
| 4         | Суббота, 2 мая 2009     | TBA     | TBA  | 1.0/3        | 4.61               |
| 5         | Суббота, 9 мая 2009     | 3.1     | 6    | 1.1/3        | 4.60               |
| 6         | Суббота, 23 мая 2009    | 2.5     | 5    | 1.0/4        | 4.02               |
| 7         | Суббота, 30 мая 2009    | 2.4     | 5    | 0.9/3        | 3.85               |
| 8         | Суббота, 6 июня 2009    | 2.4     | 5    | 0.9/4        | 3.61               |
| 9         | Суббота, 13 июня 2009   | 2.0     | 4    | 0.8/3        | 3.17               |
| 10        | Суббота, 20 июня 2009   | TBA     | TBA  | 0.9/4        | 3.79               |
| 11        | Суббота, 27 июня 2009   | TBA     | TBA  | 0.8/3        | 3.53               |
| 12        | Суббота, 11 июля 2009   | TBA     | TBA  | 0.8/3        | 3.63               |
| 13        | Суббота, 11 июля 2009   | TBA     | TBA  | 1/3          | 4.05               |

## Harper’s Globe
Harper’s Globe — Тележурнал, служащий дополнением к Острову Харпера. Выходит в виде двух-трёхминутных роликов. Повествует зрителям о событиях, случившихся на Острове Харпера. Создатели обещали свести сюжет журнала к сюжету сериала, но этого произошло лишь частично. Журнал и его сайт в США harpersglobe.com неоднократно рекламируются в сериале. Делается это посредством вставки с меняющимися надписями «Погрузитесь/ в сериал глубже./ Harpersglobe.com», которую показывают перед рекламой. Канадский телеканал Global это вырезал.
Чуть позже зрители веб-эпизодов узнают, что репортер Робин Метьюз (появление в 4-м эпизоде и веб-эпизодах) также спаслась с острова. Она сымитировала свою смерть (остров к тому времени был полностью разорен (события эпизода 11) и из местных жителей осталось в живых совсем немного. Таким образом, показанных нам спасшихся с острова Харпера за сюжет сериала пятеро: Джимми, Шиа, Мэдисон, Эбби и Робин.